# Gasparo Garavaglia
Gasparo Garavaglia (fl. XVIII secolo) è stato un compositore e violoncellista italiano.
attivo nel XVIII secolo.

## Biografia
Fu Maestro di cappella della Cattedrale di Santa Croce, a Forlì. In tale veste, partecipò alle solenni celebrazioni per il Triduo in onore del beato Marcolino Amanni da Forlì, nel 1752.
Fu in relazione, anche epistolare, con Ubaldo Zanetti (1698-1769).

## Opere
- S. Pio quinto oratorio a quattro voci da recitarsi nella sala del pubblico palazzo dell'jllustriss. magistrato di Forlì l'anno 1731. in occasione della solenne festa della gloriosissima Beata Vergine del Fuoco massima protettrice di detta città posto in musica dal sig. Gasparo Garavaglia maestro di cappella della cattedrale di Forlì, Dandi Stamperie Vescovili, Forlì, (1731?)
- S. Matteo oratorio a quattro voci da recitarsi nella sala del pubblico palazzo dell'jllustrissimo magistrato di Forlì l'anno 1732. jn occasione della festa solenne della gloriosissima Beata Vergjne del fuoco ... posto in musica dal sig. Gasparo Garavaglia maestro di cappella della cattedrale di Forlì, Dandi Stamperie Vescovili, Forlì, (1732?)
- Il pentimento di David oratorio da cantarsi la sera delli 23. marzo 1741. nell'Oratorio dell'illustrissima prima Arciconraternita di Bologna Santa Maria della vita posto in musica dal sig. Gasparo Garavaglia..., Stamperia di S. Tommaso d'Aquino, Bologna (1741?)
- Sonata per violoncello e basso continuo, Musedita, Albese con Cassano (CO), 2009
- Sonata a violoncello solo, inedita.